# Литература на развалините
Литература на развалините (на немски: Trümmerliteratur) е литературно движение, което се развива в Германия малко след края на Втората световна война и продължава до около 1950 г.
Движението е свързано преди всичко със съдбата на бившите войници и военнопленници, които се завръщат в родината си и я намират в развалини. Рухнали са и техните младежки идеали и надежди. Културният пейзаж в Германия е опустошен, а след епохата на националсоциализма литературата изглежда завинаги опорочена, лишена от нравствена сила и смисъл. По думите на Гюнтер Грас немските писатели, които не са паднали по фронтовете, се озовават пред литературна „табула раса“, пред „сечище“. Думите „сечище“ и „литература на развалините“ за години ще характеризират състоянието на един духовен живот, устремен към нравствено обновление и вътрешно самоопределение.
Като модел за авторите на движението служи главно съвременният американски разказ. В стилистично отношение се използва прост, директен език, който описва лаконично в ограничено пространство, разказно време и без символика един разрушен свят.
Това опростено писане създава термина литература на сечището (Kahlschlagliteratur). Целта на неговите автори е да се използват къси изречения и стегнат изказ в отговор на злоупотребата с немския език от нацистите. Писателите се стремят да покажат реалността точно каквато е, без никаква ненужна информация, от гледната точка на обикновените хора. Тази литература е предназначена да помогне при преосмислането на миналото и на представите за бъдещето. Тя поставя въпроса за истината, отговорността и причините за войната и Холокоста, а също разглежда критично политическото и социалното възстановяване на Германия.

## По-значими представители на движението
- Гюнтер Айх
- Алфред Андерш
- Йоханес Р. Бехер
- Волфганг Борхерт
- Хайнрих Бьол
- Волфганг Вайраух
- Ерих Кестнер
- Валтер Колбенхоф
- Волфганг Кьопен
- Ханс Вернер Рихтер
- Паул Целан
- Арно Шмит
- Волфдитрих Шнуре